# Pierre Richard Bruny
Bruny Pierre Richard  (né le 6 avril 1972) est un footballeur haïtien qui évolue à la position de défenseur pour le Don Bosco FC, en Haïti.

## Carrière en club
Bruny a joué une grande partie de sa carrière au Don Bosco FC sauf en 2001 et 2002 où il a joué en première division trinidadienne avec le Joe Public F.C..
199?-2000 :  Don Bosco FC
2001-2002 :  Joe Public F.C.
2003-2011 :  Don Bosco FC

## Carrière internationale
Capitaine de l'équipe d'Haïti de football, Bruny a commencé sa carrière internationale en juillet 1998 lors d'un match de la coupe caribéenne contre les Antilles néerlandaises. Il a été membre de l'équipe lors des phases finales des Gold Cup de 2002 et 2007. Il a aussi joué 16 matchs éliminatoires de la Coupe du monde de la FIFA entre 2000 et 2008.
1998-2010 : Haïti, 89 sélections, 2 buts

## Palmarès
- Coupe caribéenne des nations (1) : 2007